# Suzanne Angly
Suzanne Angly (Mulhouse, 19 febbraio 1951) è una modella francese, vincitrice del titolo di Miss Alsazia 1968 e Miss Francia 1969.

## Biografia
Fu eletta all'età di diciassette anni presso Salle des fêtes de la Benauge, a Bordeaux. In seguito partecipò in rappresentanza della Francia a Miss Mondo 1969 e a Miss Europa 1972.